# Колупаев, Николай Владимирович
Никола́й Влади́мирович Колупа́ев (род. 1954) — советский и российский живописец, монументалист, педагог, профессор. Художник Студии военных художников им. М. Б. Грекова с 1989 года.
Академик РАХ (2007; член-корреспондент 1999). Народный художник РФ (2003). Член Союза художников СССР с 1979 года.

## Биография
В 1979 — окончил Московское высшее художественно-промышленное училище (мастерская профессора, народного художника СССР Г. М. Коржева), дипломная работа — эскизы росписи храма преподобного Сергия Радонежского на Куликовом поле, в 1985—1989 стажировался в творческой мастерской Академии художеств СССР под руководством А. П. Ткачева
С 1989 работает Студии военных художников им. М. Б. Грекова
С 1993 — доцент, с 2007 — профессор кафедры рисунка Московского государственного художественного института им. В. И. Сурикова
В 2003 — присвоено звание «Народный художник Российской Федерации»
В 2005 — участник Всероссийской выставки «60 лет Победы»
В 2007 — участник выставки «250 лет Российской Академии Художеств»
В 2014 году создал витражи для арок здания Министерства обороны РФ на Фрунзенской набережной.
Работы хранятся в Киевском национальном музее русского искусства, Орловской картинной галерее, Белгородском художественном музее

## Премии и награды
- Народный художник Российской Федерации (2003).
- Заслуженный художник Российской Федерации (1995).
- Почётная грамота Президента Российской Федерации (2015).
- ПремиЯ Русской Галереи Искусств (2008).
- Премия в номинации «Мастер» в рамках «Пластовской осени» (2018).